# Antonio Ledesma Hernández
Antonio Ledesma Hernández (Almería, 15 de noviembre de 1856-El Ruini, 9 de agosto de 1937) fue un abogado y escritor español del regeneracionismo.

## Biografía
Se doctoró en Derecho en Madrid y frecuentó la tertulia del Café Imperial. Escribió obras dramáticas, novelas y críticas. En su ciudad natal fundó importantes sociedades. Dirigió el periódico La Democracia Monárquica. Situado dentro del regeneracionismo, escribió el ensayo Los problemas de España, que alcanzó tres ediciones, la última de 1898. Igualmente escribió novelas satíricas sobre la situación española contemporánea, amenas y escritas con gracejo y humor: Canuto Espárrago, en dos vols. (1903) y un pastiche del Quijote, La nueva salida del valerosos caballero D. Quijote de la Mancha (Barcelona: Lezcano, 1905). Fue libretista de zarzuelas y escribió también poesía (Poemas, 1887). Tradujo parte del Childe Harold de Byron. Falleció el 9 de agosto de 1937 en El Ruini.

## Obras
- El Libro de Los Recuerdos (1856-1922). Almería: Instituto de Estudios Almerienses, 1997.
- Los problemas de España
- La nueva salida del valerosos caballero D. Quijote de la Mancha (Barcelona: Lezcano, 1905).
- El pesimismo de Leopardi[2]